# La búsqueda de Erebor

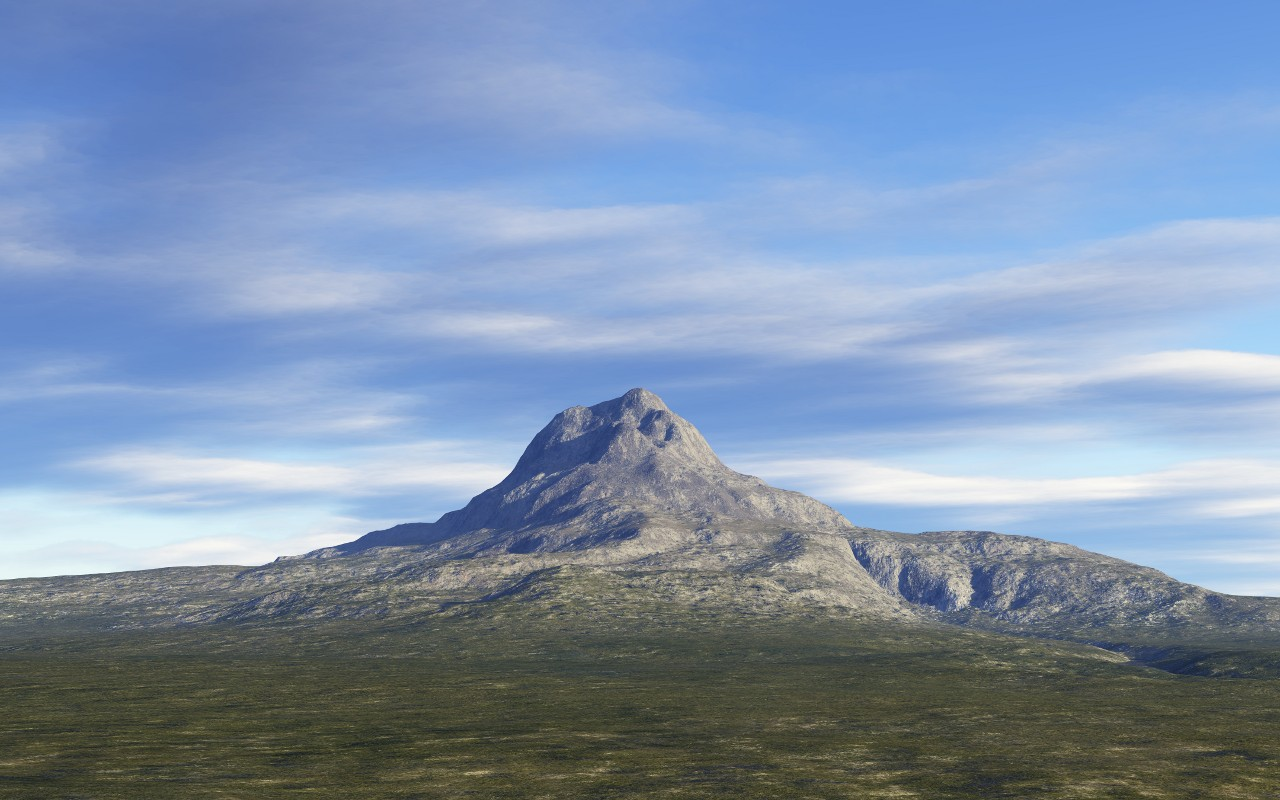
Representación artística de Erebor, la Montaña Solitaria.

«La búsqueda de Erebor» es una obra de género fantástico de J. R. R. Tolkien, publicada póstumamente por su hijo Christopher Tolkien en los Cuentos inconclusos de Númenor y la Tierra Media (1980). Esta obra explica cómo y por qué Gandalf organizó la reconquista de la Montaña Solitaria ("Erebor" en sindarin), una aventura contada desde la perspectiva de Bilbo Bolsón muchos años antes en El hobbit.
El término "búsqueda de Erebor" también puede referirse a la aventura narrada en El hobbit. Para más información sobre la aventura en sí misma, véase el resumen en el artículo principal de El hobbit.

## Historia
«La búsqueda de Erebor» fue originalmente escrita en los años 1950 para ser una parte de los apéndices de El Señor de los Anillos, pero Tolkien decidió no incluirlo debido a limitaciones de espacio, y sólo se introdujo una versión muy reducida de la historia en el apéndice A, III El pueblo de Durin. Aunque ninguno de los manuscritos originales estaba fechado, se puede deducir que la historia fue escrita no antes del 29 de septiembre de 1953 — la fecha de las primeras páginas de prueba de La Comunidad del Anillo. Una nota en el primer borrador conocido hace referencia a un número de página de La Comunidad.
Hay múltiples manuscritos de la obra. La primera versión publicada apareció en los Cuentos inconclusos, reunidos por el hijo de Tolkien, Christopher. Al final de esta versión, Christopher incluyó extractos de un manuscrito anterior y más extenso, que fue publicado enteramente más tarde en El hobbit anotado. La primera versión conocida fue encontrada más tarde y publicada en Los pueblos de la Tierra Media (1996) como una parte de la historia del desarrollo del apéndice A.

## Sinopsis
«La búsqueda de Erebor» está escrita en primera persona, desde la perspectiva de Frodo Bolsón. Sin embargo, casi todo el texto consiste en una narración de Gandalf, quien estaba contando la historia por petición de Frodo en Minas Tirith, después de la coronación de Aragorn.
Gandalf sabía que el dragón Smaug podía suponer una seria amenaza si era usado por Sauron, que por entonces vivía en Dol Guldur, en el Bosque Negro. Estaba pensando sobre ello cuando conoció a Thorin Escudo de Roble en Bree. Thorin también estaba al corriente de Smaug, pero él buscaba venganza y recuperar el tesoro de los enanos en la Montaña Solitaria. Gandalf accedió a ayudar a Thorin.
Gandalf pensó en Bilbo, una opción insólita, como un compañero apropiado para Thorin y sus enanos por varias razones. Primera, había observado que Bilbo tenía más interés en el mundo en general que la mayoría de los hobbits, y que por eso estaría más dispuesto a vivir aventuras. Otra razón era que Smaug no reconocería el olor de un hobbit, lo que les daría ventaja en una operación sigilosa para distraer la atención del dragón. Thorin tampoco pensó mucho en los hobbits, y llevar a Bilbo en la expedición prevendría que el orgulloso Thorin cometiera acciones arriesgadas —como retar abiertamente a Smaug.
Gandalf encontró que las objeciones de Thorin a la inclusión de Bilbo en la compañía eran difíciles de superar. Thorin creía que Bilbo sería incapaz de ayudar en su aventura, y que Gandalf podría estar entrometiéndose en sus asuntos por sus propias razones. Después de mucho discutir, Gandalf consiguió convencer a Thorin, ayudado por pequeños malentendidos por parte de Thorin que Gandalf fue capaz de explotar, de que Bilbo sería un valioso miembro. Además, Gandalf, dando muestras de su amistad con el hobbit, apeló a la sensibilidad de Thorin, permitiéndole al menos aceptar conocer al hobbit.
La historia sirve a varios propósitos para los lectores. Como El hobbit está escrito casi enteramente desde la perspectiva de Bilbo Bolsón y contiene poca información que él no experimenta o atestigua directamente, «La búsqueda de Erebor» aporta entendimiento adicional a los acontecimientos durante y antes de la historia. Da una explicación de por qué Gandalf estaba dispuesto a incluir a Bilbo en el negocio de Thorin, y por qué los enanos permitieron aceptarlo. Esto ayuda a situar El hobbit en un mejor equilibrio con El Señor de los Anillos, ya que El hobbit es básicamente un cuento de fantasía para niños, el nivel de suspensión de la incredulidad es un tanto alto y tales asuntos no requieren mucho explicación. El Señor de los Anillos, por otra parte, tiene un tono más serio, y por esto, la información adicional dada en «La búsqueda de Erebor» ayuda a explicar los por otra parte cuestionables motivos de los personajes de El hobbit.